# Денисенков, Иван Антонович
Иван Антонович Денисенков (15 октября 1920, д. Сергеево, Ельнинский уезд, Смоленская губерния, РСФСР — 17 января 2000, Гагарин, Смоленская область, Россия) — председатель колхоза, Герой Социалистического Труда (1958).

## Биография
Иван Денисенков родился 15 октября 1920 года в деревне Сергеево (ныне — Починковский район Смоленской области). С 1930-х годов жил в городе Енакиево Сталинской области Украинской ССР, где работал токарем на металлургическом заводе. Окончил девять классов школы. В 1939 году Денисенков был призван на службу в Рабоче-крестьянскую Красную Армию. Участвовал в боях Великой Отечественной войны на Северо-Западном, Ленинградском и Волховском фронтах, неоднократно был ранен. В 1944 году по состоянию здоровья Денисенков был демобилизован, вернулся на Смоленщину. Первоначально находился на различных партийных и советских должностях.
С 1951 года Денисенков возглавлял колхоз «Новая жизнь», а с февраля 1954 года — колхоз имени Радищева. Последним руководил более 35 лет. Благодаря его усилиям этот колхоз стал одним из лучших в области, стабильно получал высокий доход. В 1967 году колхоз Денисенкова был награждён орденом Ленина.
Указом Президиума Верховного Совета СССР от 10 марта 1958 года за «выдающиеся успехи, достигнутые в работе по увеличению производства и сдачи. сельскохозяйственных продуктов» Иван Денисенков был удостоен высокого звания Героя Социалистического Труда с вручением ордена Ленина и медали «Серп и Молот». Кроме него, среди работников его колхоза ещё четыре человека носили это звание.
Активно занимался общественной деятельностью. Избирался депутатом (от Смоленской области) Совета Союза Верховного Совета СССР 6-го созыва, делегатом XXIV съезда КПСС, депутатом ряда Советов народных депутатов, заместителем председателя Всероссийского совета колхозов, членом обкома и бюро горкома КПСС, членом редакционной коллегии «Сельское хозяйство Нечерноземья». Является автором нескольких книг и более 100 статей в различных печатных изданиях.
Проживал в посёлке Никольском Гагаринского района Смоленской области, позднее переехал в Гагарин. 4 мая 1995 года Денисенкову Ивану Антоновичу присвоено Звание «Почётный гражданин города Гагарин». Умер 17 января 2000 года, похоронен на городском кладбище Гагарина. С 27 апреля 2000 года Решением Гагаринской районной Думы Никольской средней школе Гагаринского района присвоено имя И. А. Денисенкова.
29 января 2007 года Решением Совета Депутатов Гагаринского городского поселения Гагаринского р-на Смоленской области, в целях увековечивания памяти, одна из улиц города Гагарина названа в честь И. А. Денисенкова.
Заслуженный работник сельского хозяйства РСФСР. Был награждён тремя орденами Ленина, двумя орденами Отечественной войны 1-й степени и рядом медалей.